# ATP Cup
L'ATP Cup est un tournoi international annuel de tennis professionnel masculin par nations, qui s'est tenu de 2020 à 2022 en Australie.
Cet événement marque le retour dans le calendrier d'une compétition internationale par équipes organisée par l'ATP depuis la World Team Cup, qui s'est tenue entre 1978 et 2012. Elle se déroule début janvier, avant l'Open d'Australie, dans trois villes australiennes : Brisbane, Perth et Sydney. Le format reste le même qu'à la World Team Cup avec des rencontres de trois matchs (2 simples puis 1 double), disputés en 2 sets gagnants, avec d'abord une phase de poules, puis une phase finale avec les meilleures équipes. 
La nouvelle mouture de la Coupe Davis a également adopté ce format mais n'offre pas de points au classement ATP.
En 2023, l'ATP Cup est remplacée par l'United Cup, compétition mixte par équipes.
La Serbie, la Russie et le Canada dominent le palmarès avec une victoire chacun.

## Règlement
La compétition se déroule sur 10 jours, en Australie. La phase de poules se déroule dans les villes de Brisbane, Perth et Sydney entre le 3 et le 8 janvier 2020 tandis que la phase finale se tient à Sydney du 9 au 12 janvier 2020. Cet événement prend la place dans le calendrier des tournois de Brisbane et Sydney, ainsi que de la Hopman Cup, exhibition mixte organisée à Perth qui se déroulait durant la même période les années passées.
24 équipes, composées de 3 à 5 joueurs, sont qualifiées. Les 18 premières sont dévoilées le 13 septembre 2019 en se basant sur le classement ATP du meilleur joueur de chaque pays la semaine qui suit l'US Open. Les 6 dernières sont annoncées durant le Masters de Londres. Un minimum de 3 joueurs classés à l'ATP, dont deux en simple, est requis pour qu'un pays puisse être éligible. Si une équipe est composée de 5 joueurs, 3 d'entre eux doivent avoir un classement en simple. En dessous de cinq joueurs, deux au minimum doivent avoir un classement en simple. 
Durant la compétition, les 24 pays sont divisés en 6 groupes de 4. Les 6 premiers et les 2 meilleurs deuxièmes de chaque poule sont qualifiés pour la phase finale, à élimination directe. Toutes les rencontres se déroulent en 3 matchs (2 simples et 1 double) et 2 sets gagnants.
Chaque pays dispose d'un capitaine, choisi par le joueur numéro 1 en simple de chaque équipe, en consultation avec les membres de son équipe. Le capitaine doit être de la nationalité du pays qu'il supervise.
Pour l'édition 2021 le format a été modifié pour cause de Covid-19 à 4 groupes de 3 équipes puis demi-finales. Même chose en 2022 mais avec cette fois 4 groupes de 4.

## Primes et points
Cette compétition offre des points au classement ATP. Un joueur qui remporterait tous ses matchs en simple, que ce soit durant la phase de poules ou la phase finale, peut gagner jusqu'à 750 points. Un joueur qui remporterait tous ses matchs en double peut, quant à lui, gagner jusqu'à 250 points. Les points en simple sont attribués à chaque victoire en fonction du classement de l'adversaire et du tour. Ceux en double sont seulement attribués à chaque victoire et ne dépendent ni du classement de l'adversaire, ni du tour.
| Classement de l'adversaire | 1-10 | 11-25 | 26-50 | 51-100 | 100+ |
| -------------------------- | ---- | ----- | ----- | ------ | ---- |
| Finale                     | 250  | 200   | 150   | 75     | 50   |
| 1/2 finale                 | 180  | 140   | 105   | 50     | 35   |
| 1/4 de finale              | 120  | 100   | 75    | 35     | 25   |
| Phase de groupes           | 75   | 65    | 50    | 25     | 20   |

| Finale           | 80 |
| 1/2 finale       | 75 |
| 1/4 de finale    | 55 |
| Phase de groupes | 40 |

## Palmarès
| Édition | Vainqueur | Score | Finaliste |
| ------- | --------- | ----- | --------- |
| 2020    | Serbie    | 2-1   | Espagne   |
| 2021    | Russie    | 2-0   | Italie    |
| 2022    | Canada    | 2-0   | Espagne   |